# Municipio de Fountain Prairie
El municipio de Fountain Prairie (en inglés: Fountain Prairie Township) es un municipio ubicado en el condado de Pipestone en el estado estadounidense de Minnesota. En el año 2010 tenía una población de 188 habitantes y una densidad poblacional de 1,96 personas por km².

## Geografía
El municipio de Fountain Prairie se encuentra ubicado en las coordenadas 44°8′49″N 96°15′21″O / 44.14694, -96.25583. Según la Oficina del Censo de los Estados Unidos, el municipio tiene una superficie total de 95.9 km², de la cual 95,86 km² corresponden a tierra firme y (0,04 %) 0,04 km² es agua.

## Demografía
Según el censo de 2010, había 188 personas residiendo en el municipio de Fountain Prairie. La densidad de población era de 1,96 hab./km². De los 188 habitantes, el municipio de Fountain Prairie estaba compuesto por el 99,47 % blancos y el 0,53 % eran de una mezcla de razas. Del total de la población el 0 % eran hispanos o latinos de cualquier raza.